# (33949) 2000 MP4
2000 MP4 (asteroide 33949) é um asteroide da cintura principal. Possui uma excentricidade de 0.14124230 e uma inclinação de 4.73278º.
Este asteroide foi descoberto no dia 25 de junho de 2000 por LINEAR em Socorro.